# Bahía de Maputo
La bahía de Maputo (en portugués: Baia de Maputo), antiguamente bahía de lagoa (que en portugués significa ‘bahía de la laguna’), es una entrada del océano Índico en la costa de Mozambique, entre los 25° 40′ y 26° 20′ S, con una longitud de norte a sur de más de 70 km y una anchura de aproximadamente 20 km.

## Descripción

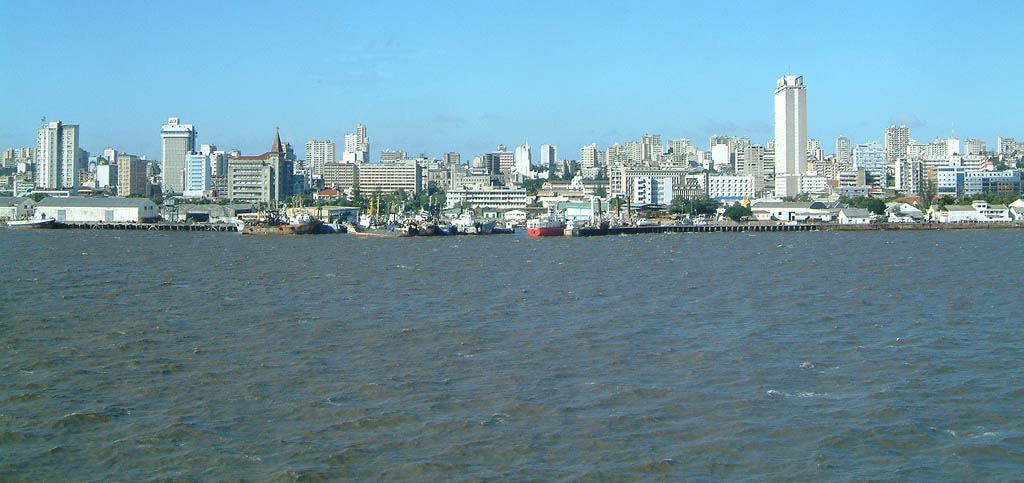
Vista de Maputo, la capital nacional, frente a la bahía.

La bahía es la terminación del norte de una serie de lagunas que bordean la costa de la bahía de Santa Lucía. La entrada a la bahía se encuentra entre el cabo Inhaca y la punta de Macaneta. Una serie de bancos de arena restringen la navegación en cercanías de la isla de los Portugueses.
La parte meridional de la bahía, está formada por la península de Machangulo, que en su lado interior u occidental permite un fondeadero seguro a las embarcaciones. Al norte de la península, se encuentra la isla de la Inhaca y al oeste, dentro de la bahía, aparece el pequeño islote deshabitado llamado isla de los Portugueses, también conocido como Isla de los elefantes.
A pesar de bancos de arena, ubicados en la entrada de la bahía de Maputo, el puerto de Maputo es el principal puerto comercial del país, manteniéndose accesible durante todo el año.
El río Komati, de 4 a 6 metros de profundidad, desemboca en la bahía, por su extremo del norte. Varios ríos más pequeños, el Matola, el Umbeluzi, y el Tembe (que nacen en las montañas Lebombo), se encuentran hacia la mitad de la bahía, en el estuario de Espíritu Santo, y el río Maputo, que tiene a su cabecera en el Drakensberg, desagua por el extremo sur, como también hace el río Umfusi. Estos ríos son los lugares predilectos de los hipopótamos y los cocodrilos.
En la zona se encuentran dos ecorregiones, la selva mosaico costera de Maputaland, y en su litoral se algunos enclaves del manglar de África austral. Por los fuertes cambios sufridos por la región durante los últimos cinsuenta años, muchas especies de la zona se encuentran amenazadas, en particular los manglares.

## Historia
La bahía fue descubierta en 1502 por el navegante portugués Antonio de Campo, uno de los compañeros de Vasco da Gama, y el puesto portugués de Lourenço Marques (ahora Maputo) fue establecido no mucho después en el lado del norte del río Inglés.

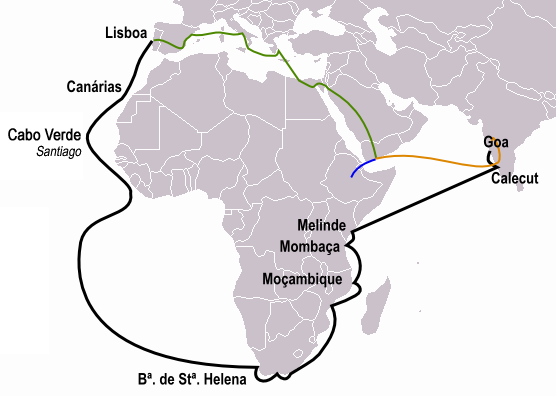
Mapa del viaje de Vasco da Gama.

En 1720, la Compañía Holandesa de las Indias Orientales construyó una fortaleza y la fábrica llamada Lijdzaamheid (Lydsaamheid) sobre el sitio de Lourenço Marques, gobernado desde el abril de 1721 por un Opperhoofd (agente principal), bajo autoridades de la Colonia del Cabo holandesa, interrumpida hacia abril de 1722 por la ocupación pirata de Taylor el 28 de agosto de 1722; en diciembre de 1730 el establecimiento fue abandonado.
A partir de entonces los portugueses mantuvieron puestos comerciales en el estuario de Espirito Santo. Estos puestos fueron protegidos por pequeñas fortalezas, por lo general incapaces, sin embargo, de resistir los ataques de los nativos.
En 1823, el capitán (después vicealmirante) W. F. W. Owen de la Marina Real británica, encontrando que los portugueses no ejercían ninguna jurisdicción al sur del establecimiento de Lourenço Marques, celebró tratados de cesión con jefes nativos, levantó la bandera británica y se apropió del territorio al sur del río Inglés; pero cuando visitó la bahía otra vez en 1824 encontró que los portugueses, desatendiendo los tratados británicos, habían concluido otros con los nativos y se habían esforzado (sin éxito) por tomar posesión militar del territorio. El capitán Owen levantó de nuevo la bandera británica, pero la soberanía de unos y otros permaneció poco clara hasta que las reclamaciones de la República de Transvaal dieran una solución a la urgente cuestión. Mientras tanto, Gran Bretaña no había tomado ninguna medida para ejercer la autoridad sobre el terreno, aunque los estragos de las hordas zulús confinaron a las autoridades portuguesas a los límites de su fortaleza. En 1835, los bóeres, bajo un líder llamaron Orich, había intentado formar un establecimiento en la bahía, ya que era la salida natural para el Transvaal; y en 1868 el presidente del Transvaal, Marthinus Pretorius, reclamó el territorio a cada orilla del Maputo abajo hacia el mar. En el año siguiente, sin embargo, el Transvaal reconoció la soberanía de Portugal sobre la bahía.
En 1861, el capitán Bickford, había declarado territorio británico las islas De la Inhaca y De los Portugueses; en un acto de protesta contra las autoridades de Lisboa. En 1872 la disputa entre Gran Bretaña y Portugal fue presentada al arbitraje del presidente francés Adolphe Thiers. El 19 de abril de 1875 su sucesor, Patrice de Mac Mahon, falló en favor de los portugueses. Había sido previamente acordado por ambos países que el derecho de prioridad de compra en caso de venta o cesión le correspondería al demandante fracasado de la bahía. La autoridad portuguesa sobre el interior no fue establecidas hasta algún tiempo después del fallo de Mac-Mahon; nominalmente, el territorio al sur del río Manhissa les fue traspasado en 1861 por el jefe Matshangana de los Umzila.
En 1889 surgió otra disputa entre Portugal y Gran Bretaña a consecuencia de la incautación por los portugueses del ferrocarril que discurre desde la bahía al Transvaal. Esta disputa fue sometida a arbitraje y en 1900 Portugal fue condenado a pagar casi 1 000 000 de libras en compensación a los accionistas de la compañía ferroviaria.

## Imágenes

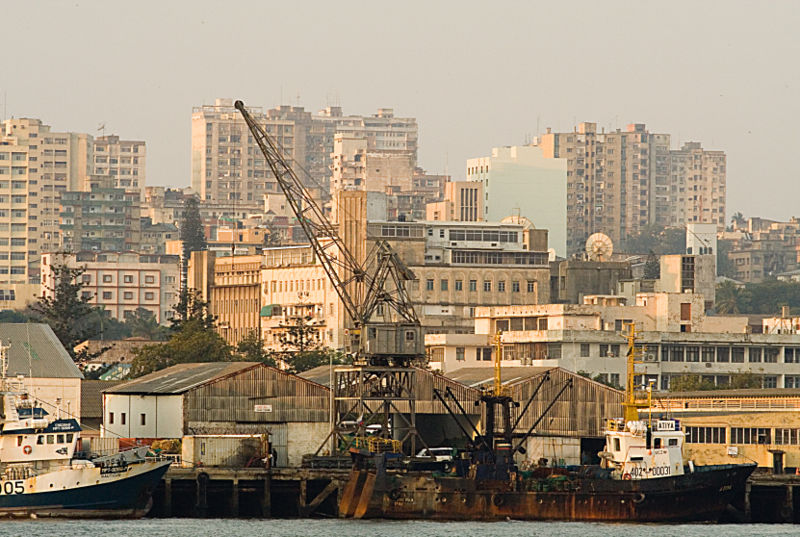
Vista del puerto de Maputo.
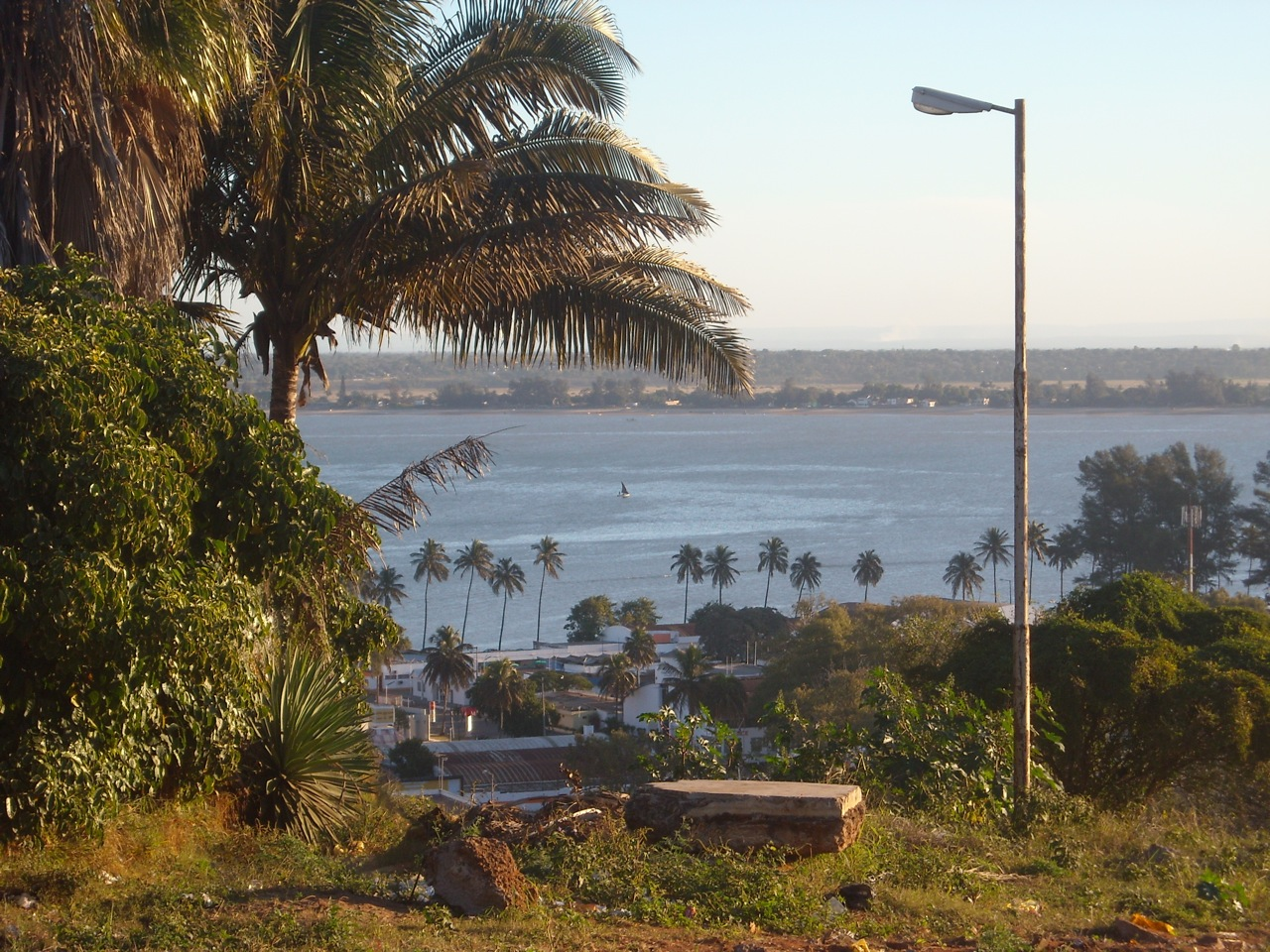
La bahía de Maputo desde la capital.